# La Cruz de Santa Rosa
La Cruz de Santa María es un caserío peruano ubicado en el distrito de El Carmen de la Frontera, perteneciente a la provincia de Huancabamba del departamento de Piura, al norte del Perú. 

## Ubicación
La Cruz de Santa María se ubica al noroeste de la provincia de Huancabamba, en el distrito de El Carmen de la Frontera, en el departamento de Piura.

## Demografía
En 2017 La Cruz de Santa María tenía una población de 250 habitantes.